# Mouvement 1389
Le Mouvement 1389 (en serbe: Покрет 1389 / Pokret 1389) est un mouvement de jeunesse nationaliste serbe créé d'après le mouvement russe des Nachis. Il s'agit d'une organisation non-gouvernementale. Le Mouvement 1389 s'oppose à l'indépendance du Kosovo, et a été reconnu par l'Église orthodoxe serbe.

## Idéologie
Son nom a été adopté à partir de l'année de la bataille de Kosovo Polje.
Le Mouvement 1389 est fortement nationaliste serbe, très opposé aux droits LGBT (en particulier le défilé de la fierté de Belgrade) et soutient le service militaire obligatoire.
Le mouvement s'oppose à l'intégration à l'Union européenne et à l'OTAN, qu'il considère comme des actes contre une "Serbie libre". Au lieu de cela, le groupe soutient l'intégration eurasienne. Il s'oppose fermement à l'accord de Bruxelles de 2013 et à la "normalisation" des relations avec le Kosovo, qu'ils qualifient d'euphémisme pour l'indépendance de la province du Kosovo-Metohija.